# 59 Elpis
Elpis (asteroide 59) é um asteroide da cintura principal com um diâmetro de 164,8 quilómetros, a 2,39888856 UA. Possui uma excentricidade de 0,11676665 e um período orbital de 1 634,92 dias (4,48 anos).
Elpis tem uma velocidade orbital média de 18,07279986 km/s e uma inclinação de 8,63219197º.
Este asteroide foi descoberto em 12 de Setembro de 1860 por Jean Chacornac. Seu nome vem da personagem mitológica grega Élpis.